# 大田健次郎
大田 健次郎（おおた けんじろう、1945年-）は、日本の民間セラピスト。NPO法人マインドフルネス総合研究所代表。

## 略歴
一橋大学を卒業後、日本IBM入社。経理畑を歩むも、精神疾患に陥る。坐禅と西田哲学を応用して寛解させた経験を、他の患者の症状改善に活かそうと思い、定年退職後花園大学大学院に進学。自己洞察瞑想療法（SIMT）を開発。1993年より普及を始める。

## 役職歴
- マインドフルライフ協会理事
- 非営利活動法人マインドフルネス総合研究所代表
- 一般社団法人日本マインドフルネス精神療法協会代表

## 著作リスト
- 『禅とは何か - 悩みを解決する仏教の正門-』（日本図書刊行会、1993年）
- 『道元禅師 - 知られざる生涯と思想-』（近代文芸社、1996年）
- 『うつ・不安障害を治すマインドフルネス - ひとりでできる「自己洞察瞑想療法」-』（佼成出版社、2013年）
- 『マインドフルネス入門 - 不安、ストレスが消える心の鍛え方-』（清流出版、2014年）
- 『「死」と向き合うためのマインドフルネス実践』（佼成出版社、2022年）

### 論文等
- 「メンタルケアとしての坐禅」（『そうせい』144号、全国曹洞宗青年会、2009年）